# Parapsectra wagneri
Parapsectra wagneri är en tvåvingeart som beskrevs av Siebert 1979. Parapsectra wagneri ingår i släktet Parapsectra och familjen fjädermyggor. Inga underarter finns listade i Catalogue of Life.